# Keith De Casseres
Keith Dudley De Casseres, także Decasseres (ur. 27 maja 1910 w Kingston, zm. 23 lutego 2003 w Tarpon Springs) – jamajski strzelec, który w barwach Federacji Indii Zachodnich wystąpił na igrzyskach olimpijskich w Rzymie.
Razem z Tonym Bridge’em byli jedynymi strzelcami z Federacji Indii Zachodnich na igrzyskach w Rzymie i, jak się później okazało, w historii (był to jedyny w historii start tej reprezentacji na igrzyskach olimpijskich). De Casseresowi nie powiodło się w jedynym jego starcie na igrzyskach, gdyż nie ukończył zmagań kwalifikacyjnych w konkurencji pistoletu dowolnego z odległości 50 m (nie ukończył pierwszej z czterech rund).
De Casseres był najstarszym olimpijczykiem Federacji podczas igrzysk w Rzymie, a co za tym idzie również najstarszym w historii (w chwili startu miał ukończone 50 lat i 102 dni).
De Casseres reprezentował również Jamajkę na Igrzyskach Imperium Brytyjskiego i Wspólnoty Brytyjskiej 1966 rozgrywanych w jego rodzinnym kraju - Jamajce. Wystąpił w dwóch konkurencjach. W zawodach pistoletu dowolnego z 50 m zajął 13. miejsce na 15 zawodników (uzyskał 489 punktów), natomiast w konkurencji karabinu wielkokalibrowego w kat. Open, uplasował się na piątym miejscu w stawce 30 zawodników (zdobył 379 punktów, do medalu zabrakło mu dwóch punktów).